# 스놉스

스놉스(Snopes, /ˈsnoʊps/, 이전 명칭: Urban Legends Reference Pages)는 팩트체크 웹사이트이다. 인터넷상에서는 '신화와 소문을 가려내는 좋은 참고 자료'로 평가됐다. 이 사이트는 또한 미국 대중 문화의 도시전설과 유사한 이야기를 검증하고 폭로하는 소스로도 간주되었다.

## 같이 보기
- 날조
- 일반적인 오해 목록